# Joe Schmidt
Josef Schmidt (Far North, 12 de septiembre de 1965) es un entrenador y ex–jugador neozelandés de rugby que se desempeñaba como centro. Actualmente entrena a los Wallabies.

## Entrenador de Irlanda
En abril de 2013 la Unión de Rugby Fútbol de Irlanda anunció que había contratado a Schmidt como nuevo técnico del seleccionado por tres años.
En octubre de 2016 la IRFU comunicó que había renovado el contrato Schmidt hasta finalizar la participación en la Copa Mundial de Rugby de 2019.
En 2018, Schmidt ganó el premio a entrenador del año.

### Participaciones en Copas del Mundo
Disputó el mundial de Inglaterra 2015 donde el buen nivel de los irlandeses quedó demostrado cuando vencieron a la Azzurri 16–9 y a Les Bleus 24–9 para ganar invictos su grupo. El capitán Paul O'Connell resultó lesionado contra Francia y se perdió el resto del torneo, a pesar de esta importante baja se creía que una victoria ante los Pumas en los cuartos de final era muy posible, sin embargo la historia fue distinta e Irlanda cayó 20–43 siendo eliminada automáticamente.
| Mundial                       | Sede       | Resultado        | PJ | PG | PP | +/-Pts |
| ----------------------------- | ---------- | ---------------- | -- | -- | -- | ------ |
| Copa Mundial de Rugby de 2015 | Inglaterra | Cuartos de final | 5  | 4  | 1  | +76    |
| Copa Mundial de Rugby de 2019 | Japón      | Cuartos de final | 5  | 3  | 2  | +62    |

## Palmarés
- Campeón del Torneo de las Seis Naciones de 2014, 2015 y 2018.
- Campeón de la Copas de Campeones de 2010–11 y 2011–12.
- Campeón de la Copa Desafío de 2012–13.
- Campeón del Pro14 de 2012–13.